# Álvaro Gómez Becerra
Álvaro Esteban Vicente Gómez Becerra (Cáceres, 26 de diciembre de 1771-Madrid, 23 de enero de 1855) fue un político español. 

## Biografía
En 1835 y 1836 fue ministro de Gracia y Justicia en los gobiernos que formó Mendizábal. En 1835 decretó la expulsión de los jesuitas, la supresión de monasterios y conventos que tuvieran menos de doce individuos profesos, la prohibición a los obispos de conferir órdenes mayores y la apropiación de los bienes de los conventos. En 1837 fue nombrado senador del Reino, convirtiéndose en presidente del Senado en 1842. En 1840 perteneció también al gobierno que provocó la caída de la regente, y en 1841, aunque era partidario de una regencia compartida, aceptó el nombramiento de Espartero como regente único. En 1843 presidió, sustituyendo a Joaquín María López, el último gobierno de esta etapa, pero no logró ser aceptado por el Congreso. Tras la caída de Espartero, fue desterrado a Cuenca.